# Medal TPPR „Za Braterską Pomoc”
Medal TPPR „Za Braterską Pomoc” – odznaczenie okresu PRL, ustanowione 14 listopada 1986 uchwałą Zarządu Głównego Towarzystwa Przyjaźni Polsko-Radzieckiej, nadawane wyłącznie obywatelom ZSRR oraz instytucjom, zakładom i organizacjom radzieckim za rozwijanie współpracy polsko-radzieckiej.

## Opis odznaki
Odznaka pozłacana, przedstawiająca dwa krzyże pięcioramienne, jeden koloru białego, drugi czerwonego o wymiarach 40 x 40 mm.  W centralnej części odznaki znajduje się flaga polsko-radziecka (znak TPPR), wokół flag znajduje się wieniec laurowy. Rewers odznaki jest pozłacany, w centralnej części znajduje się napis wpisany na okręgu ZA BRATNIĄ POMOC, a w centralnej części napis TPPR.
Odznaka zawieszona jest na wstążce o szerokości 40 mm w kolorach: pasek żółty 20mm, pasek biały 10 mm, pasek żółty 10 mm. W pierwotnej wersji wstążka zamiast koloru żółtego miała paski czerwone. Odznaka jest dwustopniowa: srebrna i złota.